# Peter Wesley-Smith

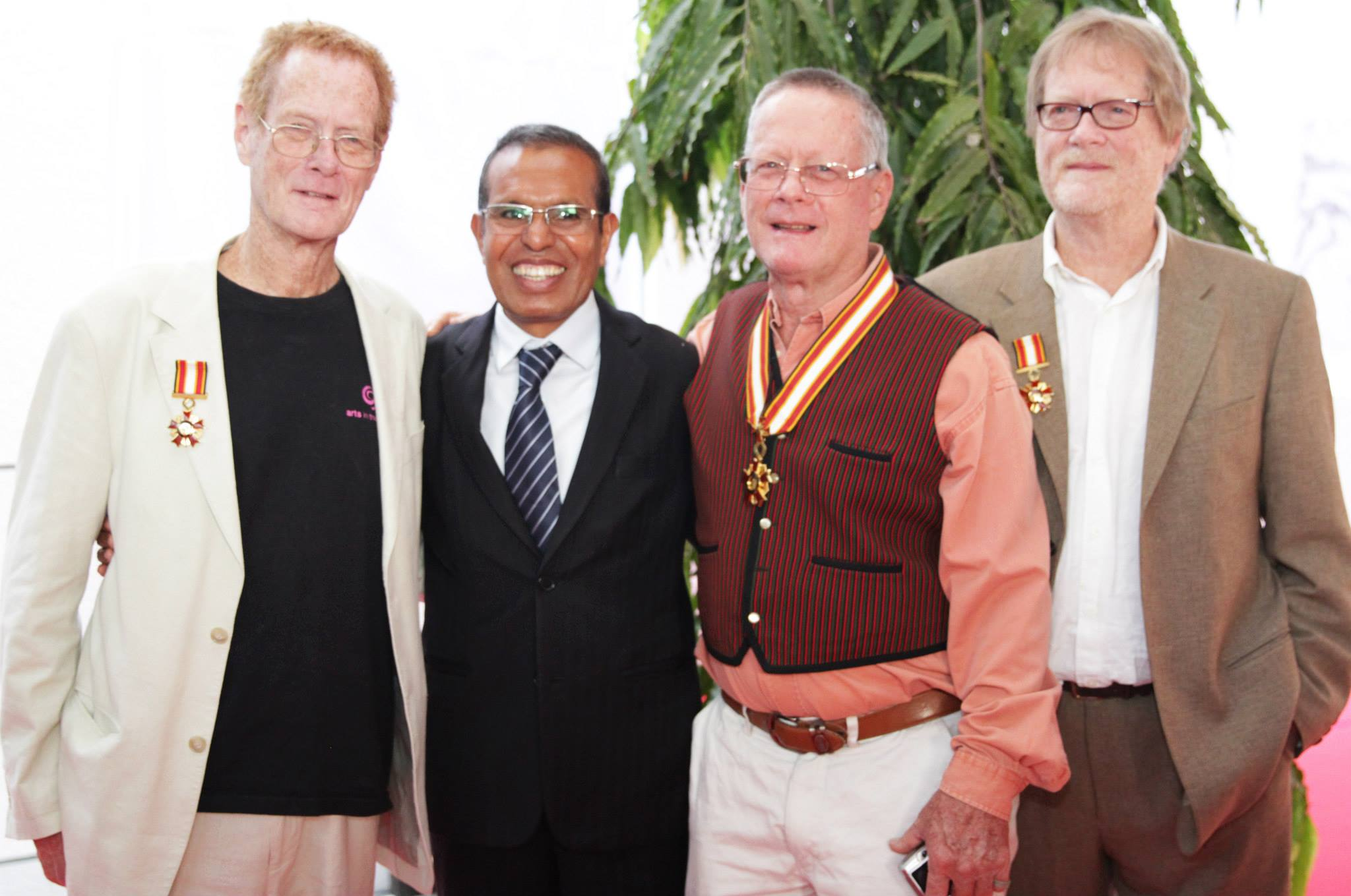
Von links: Martin Wesley-Smith, Osttimors Präsident Taur Matan Ruak, Robert Wesley-Smith und Peter Wesley-Smith (2014)

Peter Wesley-Smith  (* 10. Juni 1945 in Adelaide, Australien) ist ein australischer Juraprofessor und Autor.

## Werdegang
Wesley-Smith entging dem Militärdienst im Vietnamkrieg durch sein Studium. Er wurde schließlich Professor an der Jurafakultät der Universität Hongkong. Wesley-Smith wurde Mitglied der Hong Kong Law Reform Commission und Chefredakteur des Hong Kong Law Journal. Er verfasste mehrere Bücher und Artikel zur Verfassung von Hongkong und dem dortigen Rechtssystem. Wesley-Smith ist Mitglied der International Platform for Jurists for East Timor, die sich für das von 1975 bis 1999 von Indonesien besetzte Osttimor einsetzte. Er präsentierte Arbeiten auf internationalen Konferenzen zu Osttimor und zu Internationalen Recht.
1994 reiste Peter, zusammen mit seinen beiden Brüdern Martin und Robert, auf die Philippinen, um als Vertreter Osttimors an der Asia-Pacific Conference on East Timor APCET teilzunehmen. Osttimoresen selbst wurden daran gehindert, an der Konferenz selbst teilzunehmen. Die drei Brüder kamen auf den Philippinen auf einer Liste von Ausländern, die verhaftet und ausgewiesen werden sollten.
Nach seinem Ruhestand kehrte Peter Wesley-Smith nach Australien zurück, wo er auf dem Land lebt.

## Künstlerische Tätigkeiten
Wesley-Smiths Bruder Martin war Komponist und Peter steuerte zu vielen von dessen Liedern und Chorwerken den Text bei. Im „Dokumentarfilm-Musikdrama“ Quito, fassten die beiden Brüder die Themen Schizophrenie und Osttimor zusammen. Die Song Company führte das Stück in Amsterdam, ’s-Hertogenbosch, Kopenhagen, Gent, Groningen, Hongkong, Kuala Lumpur, Cascais, Sydney und Kangaroo Valley auf. Weitere bekannte gemeinsame Musikstücke der beiden Brüder sind Boojum! und die Liedergeschichte für Kinder Pip!.
Peter Wesley-Smith veröffentlichte auch Bücher mit Versen, wie The Ombley-Gombley, eine englische Adaption von Hocus Pocus, einer Sammlung des dänischen Poeten Halfdan Rasmussen von Unsinnsreimen. Dazu kommen weitere Liedertexte, wie The Day We Found O'Reilly's Chook in Mrs Boon's Backyard und das unvollendete I Don't Think I'm Indecisive, Am I?.

## Familie
Peter hatte mit Martin († 2019) einen Zwillingsbruder, der ebenso wie der ältere Bruder Robert, sich ebenfalls für Osttimor einsetzte. Jeremy war der vierte Bruder. Der Vater Harry war akademischer Archivar an der University of Adelaide und die Mutter Sheila moderierte das ABC-Radioprogramm „Kindergarten of the Air“.

## Auszeichnungen
2014 erhielt Wesley-Smith von Osttimors Präsident Taur Matan Ruak die Insígnia des Ordem de Timor-Leste. Auch seine Brüder Robert und Peter wurden ausgezeichnet.

## Veröffentlichungen
- The Ombley-Gombley, 1969.
- Unequal Treaty, 1898–1997, 1980.
- An Introduction to the Hong Kong Legal System, 1987.
- Constitutional and administrative law in Hong Kong, 1987.
- The Sources of Hong Kong Law, 1994.